# Tomáš Ortel

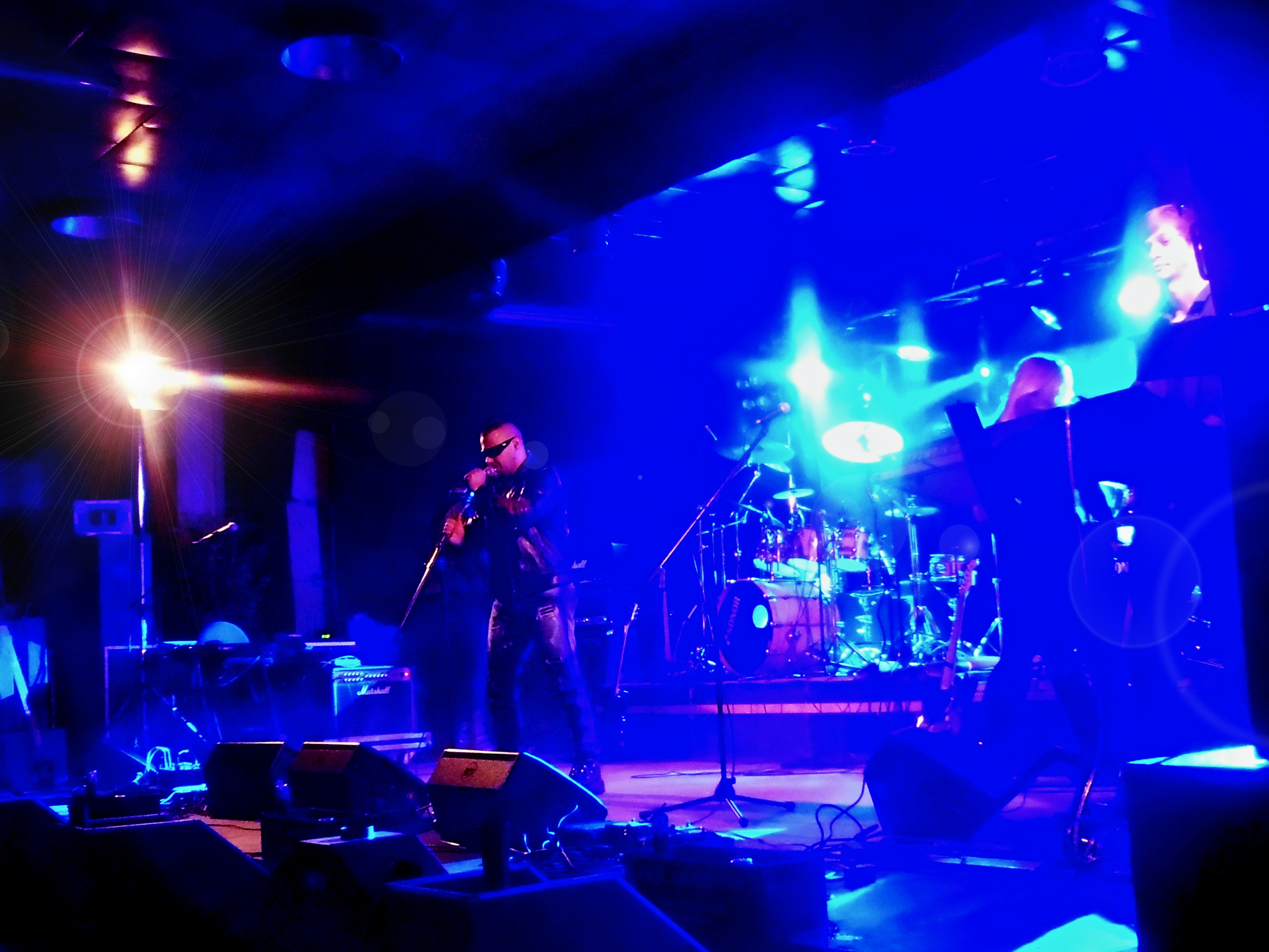
Tomáš Ortel mit Ortel

Tomáš Ortel (* 26. Dezember 1975 in Pilsen, eigentlich: Tomáš Hnídek) ist ein tschechischer rechtsextremer Sänger und Schlagzeuger. Er ist Mitbegründer und Hauptsongwriter der neonazistischen Band Conflict 88 und der Hard-Rock-Band Ortel.

## Leben
1994 gründete Tomáš Hnídek die Naziband Conflict 88, der Zahlencode steht im Neonazi-Jargon für Heil Hitler. Hnídek ist sowohl Schlagzeuger als auch einer der beiden Sänger der Band. Mit Conflict 88 spielte er von 1994 bis 2007 ein Demo sowie fünf Alben ein. 2007 spielte die Band auf dem sogenannten Fest der Völker der rechtsextremen Partei NPD zusammen mit der deutschen Band Sleipnir sowie den britischen Brutal Attack. Der Auftritt wurde vom deutschen Rechtsrock-Label PC Records als DVD vermarktet. 2009 erschien eine Split-CD mit der deutschen Band Sachsonia. Nach einer längeren Pause erschien 2015 ihr bis dato letztes Album Zlámaná Křídla. Die Band, die auch heute noch aktiv ist, wird vom tschechischen Innen-Nachrichtendienst Bezpečnostní informační služba (BIS) beobachtet und als neonazistisch eingestuft.
Ortel selbst galt als moderater Neonazi der Band. Er gründete 2002 die Hard-Rock-Band Ortel, die eher auf rockige Klänge setzt. Ihr Lied Hadr wurde zur offiziellen Hymne der später verbotenen, rechtsextremen Partei Dělnická strana (DS). Ortel ist textlich weniger offensiv als Conflict 88, schürt jedoch Ängste vor Fremden und gibt sich islamfeindlich. Während Ortel überraschend beim renommierten tschechischen Musikpreis Český slavík (Tschechische Nachtigall) 2014 den vierten und 2015 den zweiten Platz belegte, wurde Tomáš Ortel dritter in der Kategorie „Künstler des Jahres“. Vor ihm lagen Rekordsieger Karel Gott auf dem ersten und Tomáš Klus auf dem zweiten Platz. Die Auszeichnung wurde in Tschechien und im übrigen Europa mit Skepsis aufgenommen.